# Rountzenheim
Rountzenheim [ʁuntsənaim], anciennement/en allemand Runzenheim, en alsacien Runzenem, est une ancienne commune française située dans le département du Bas-Rhin, en région Grand Est. Depuis le 1er janvier 2019, c'est une  commune déléguée au sein de la commune nouvelle de Rountzenheim-Auenheim.
Cette commune se trouve dans la région historique et culturelle d'Alsace. Ses habitants sont les  Rountzenheimois.

## Toponymie

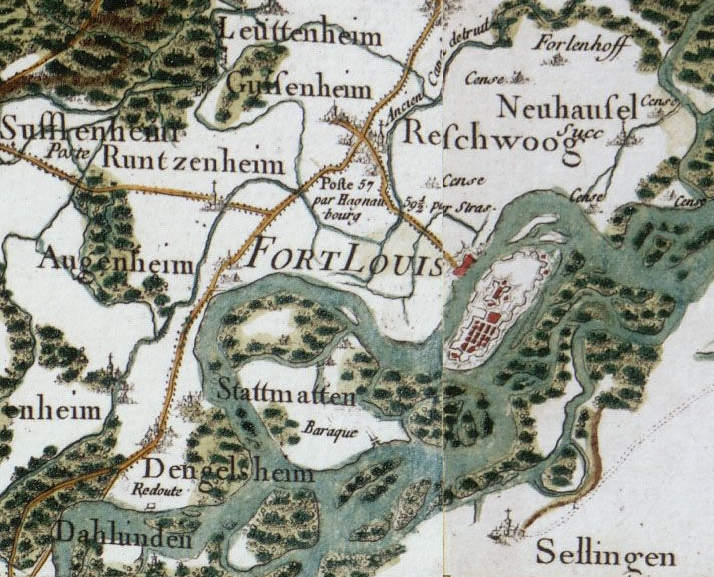
Anciennement « Runtzenheim » sur la carte de Cassini, seconde moitié du XVIII^{e} s.

« Rountzenheim » est composé d'une part de « Rountz- », qui est l’écriture française du mot en moyen haut-allemand (Mittelhochdeutsch) « Runtz- » (aussi écrit « Runz » ou « Runs »), traduisible par « lit d’eau »[réf. incomplète].
Et de « heim » qui signifie hameau en français ou rassemblement de maisons et qui vient de l'alémanique « hüs », qui a donné « Haus », maison en allemand.
Les terminaisons en « -heim » désignent des fondations franques, donc postérieures aux premiers villages créés par les Alamans.

## Politique et administration
| Période      | Période  | Identité          | Étiquette | Qualité |
| ------------ | -------- | ----------------- | --------- | ------- |
| janvier 2019 | En cours | Bénédicte Klöpper |           |         |

| Période                                  | Période       | Identité            | Étiquette | Qualité                                                                        |
| ---------------------------------------- | ------------- | ------------------- | --------- | ------------------------------------------------------------------------------ |
| Les données manquantes sont à compléter. |               |                     |           |                                                                                |
| 1896                                     | 1902          | Georges Hoehn       |           |                                                                                |
| 1902                                     | 1926          | Georges Bender      |           |                                                                                |
| 1926                                     | 1940          | Guillaume Wolff     |           |                                                                                |
| 1940                                     | 1942          | Frédéric Heintz     |           |                                                                                |
| 1942                                     | 1945          | Michel Hauswirth    |           |                                                                                |
| 1945                                     | 1945          | Herbert Lang        |           |                                                                                |
| 1945                                     | 1945          | Henri Sutter        |           |                                                                                |
| 1945                                     | 1947          | Georges Becker      |           |                                                                                |
| 1947                                     | mars 1971     | Charles Hoehn       |           |                                                                                |
| mars 1971                                | juin 1995     | Fernand Bogner      |           |                                                                                |
| juin 1995                                | juillet 2011  | Jean-Jacques Heintz | DVD       | Décédé en fonction                                                             |
| juillet 2011                             | mars 2014     | Robert Mosser       |           | Ancien menuisier ébéniste, maire honoraire                                     |
| mars 2014                                | novembre 2016 | Bernard Krauss      | DVD       |                                                                                |
| novembre 2016                            | décembre 2018 | Bénédicte Klöpper   | DVD       | Responsable d'exploitation Élue à la suite d'une élection municipale partielle |

## Démographie
L'évolution du nombre d'habitants est connue à travers les recensements de la population effectués dans la commune depuis 1793. Pour les communes de moins de 10 000 habitants, une enquête de recensement portant sur toute la population est réalisée tous les cinq ans, les populations de référence des années intermédiaires étant quant à elles estimées par interpolation ou extrapolation. Pour la commune, le premier recensement exhaustif entrant dans le cadre du nouveau dispositif a été réalisé en 2006.

En 2016, la commune comptait 1 033 habitants, en évolution de −1,15 % par rapport à 2010 (Bas-Rhin : +3,17 %, France hors Mayotte : +2,11 %).
| 1793 | 1800 | 1806 | 1821 | 1831 | 1836 | 1841 | 1846 | 1851 |
| ---- | ---- | ---- | ---- | ---- | ---- | ---- | ---- | ---- |
| 580  | 579  | 648  | 809  | 829  | 762  | 694  | 759  | 737  |

| 1856 | 1861 | 1866 | 1871 | 1875 | 1880 | 1885 | 1890 | 1895 |
| ---- | ---- | ---- | ---- | ---- | ---- | ---- | ---- | ---- |
| 677  | 742  | 762  | 764  | 784  | 809  | 753  | 749  | 741  |

| 1900 | 1905 | 1910 | 1921 | 1926 | 1931 | 1936 | 1946 | 1954 |
| ---- | ---- | ---- | ---- | ---- | ---- | ---- | ---- | ---- |
| 681  | 653  | 666  | 668  | 612  | 610  | 605  | 562  | 653  |

| 1962 | 1968 | 1975 | 1982 | 1990 | 1999 | 2006  | 2011  | 2016  |
| ---- | ---- | ---- | ---- | ---- | ---- | ----- | ----- | ----- |
| 733  | 744  | 807  | 797  | 845  | 976  | 1 013 | 1 055 | 1 033 |

## Culture locale et patrimoine

### Lieux et monuments
- L'église Sainte-Croix et son cimetière sont des édifices et lieux communs au village de Rountzenheim et de celui attenant d'Auenheim.

Il est à noter que le découpage particulier de la frontière séparant Rountzenheim du village voisin d'Auenheim a donné naissance à une situation insolite : en effet, l'église Sainte-Croix se situe sur le ban communal de Rountzenheim, alors que le cimetière situé non loin est sur celui d'Auenheim.
Rountzenheim est l'une des quelque 50 localités d'Alsace dotées d'une église simultanée.

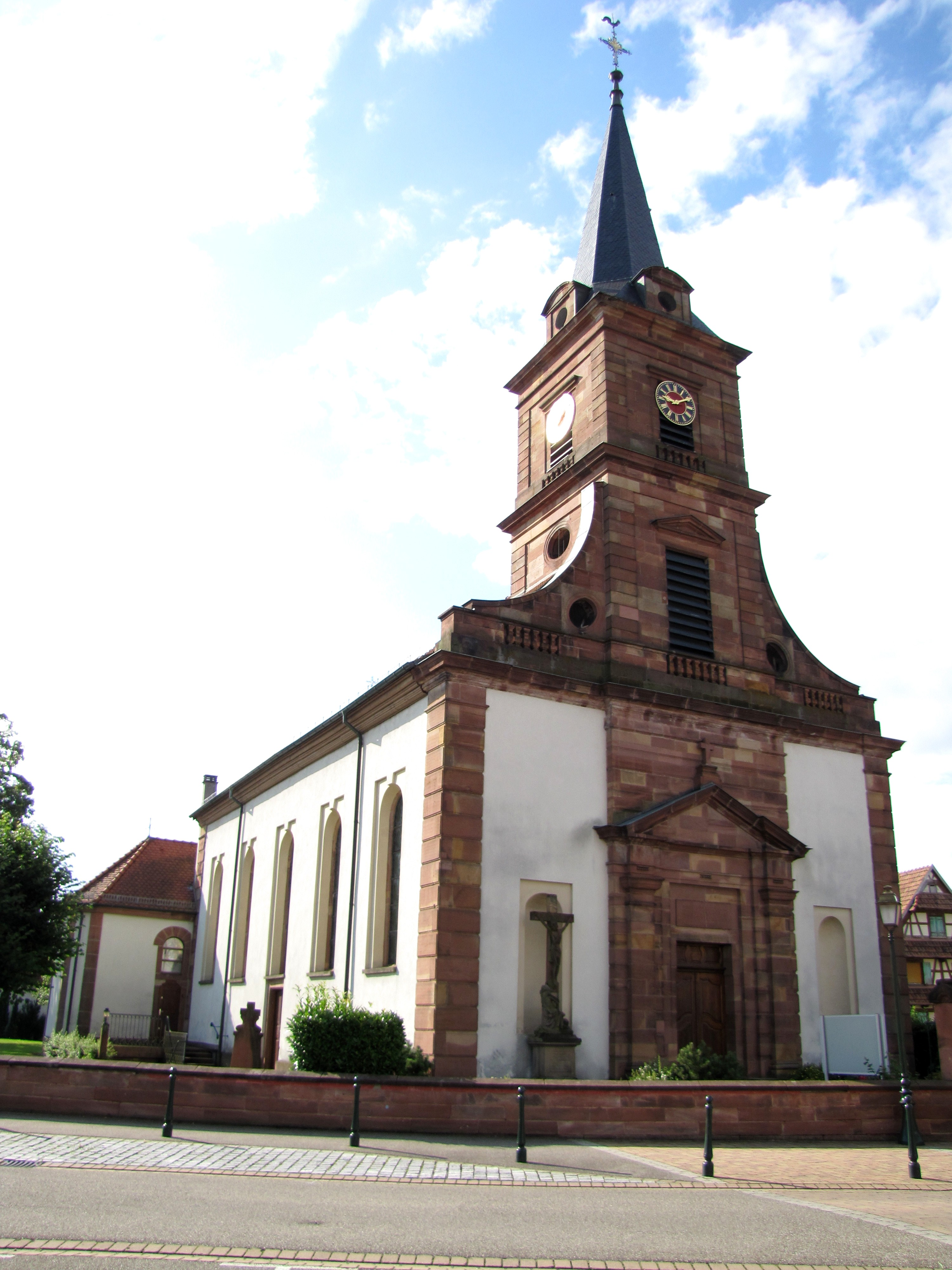
Église simultanée Sainte-Croix.
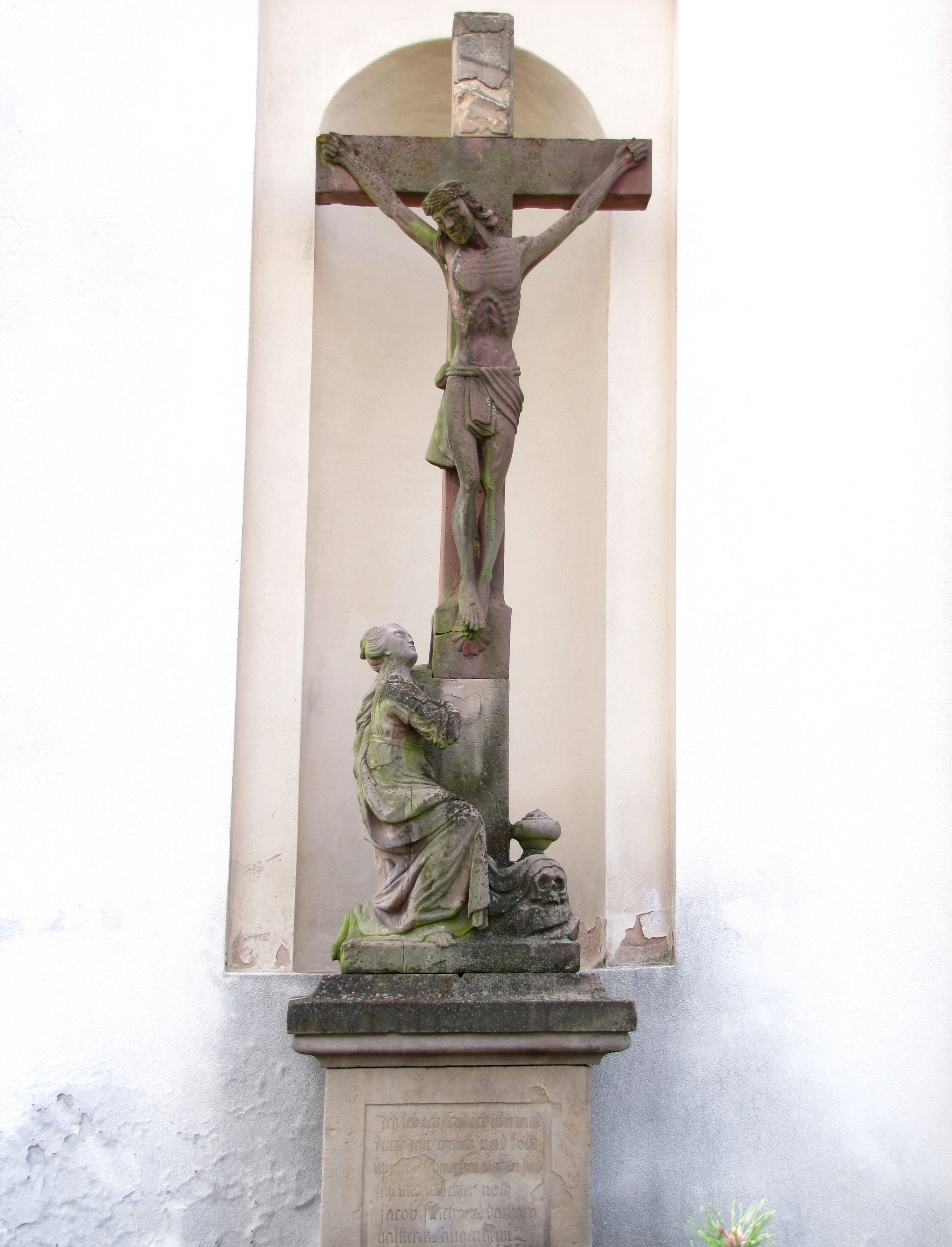
Christ en croix et sainte Madeleine (1781).
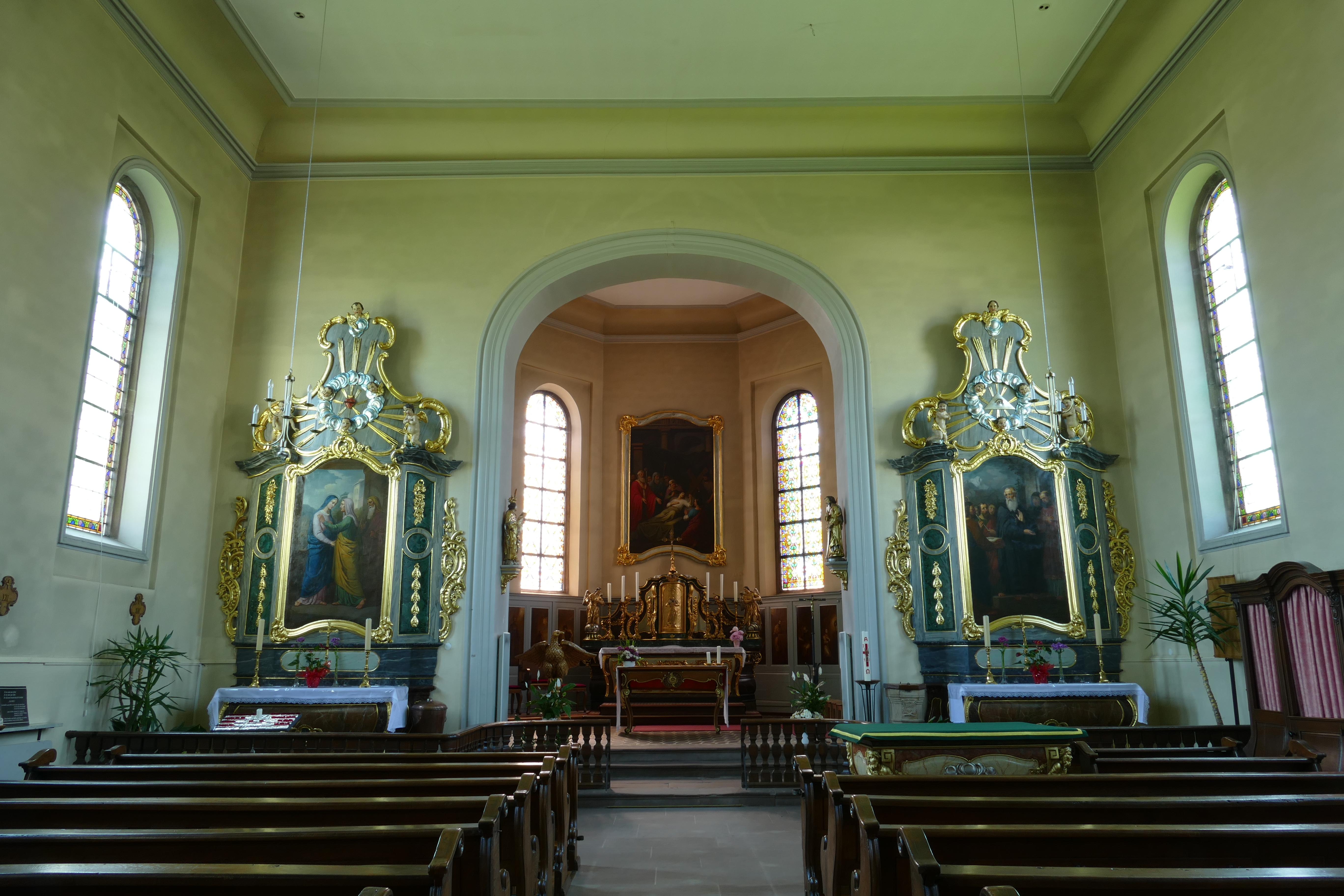
Vue intérieure de la nef vers le chœur.
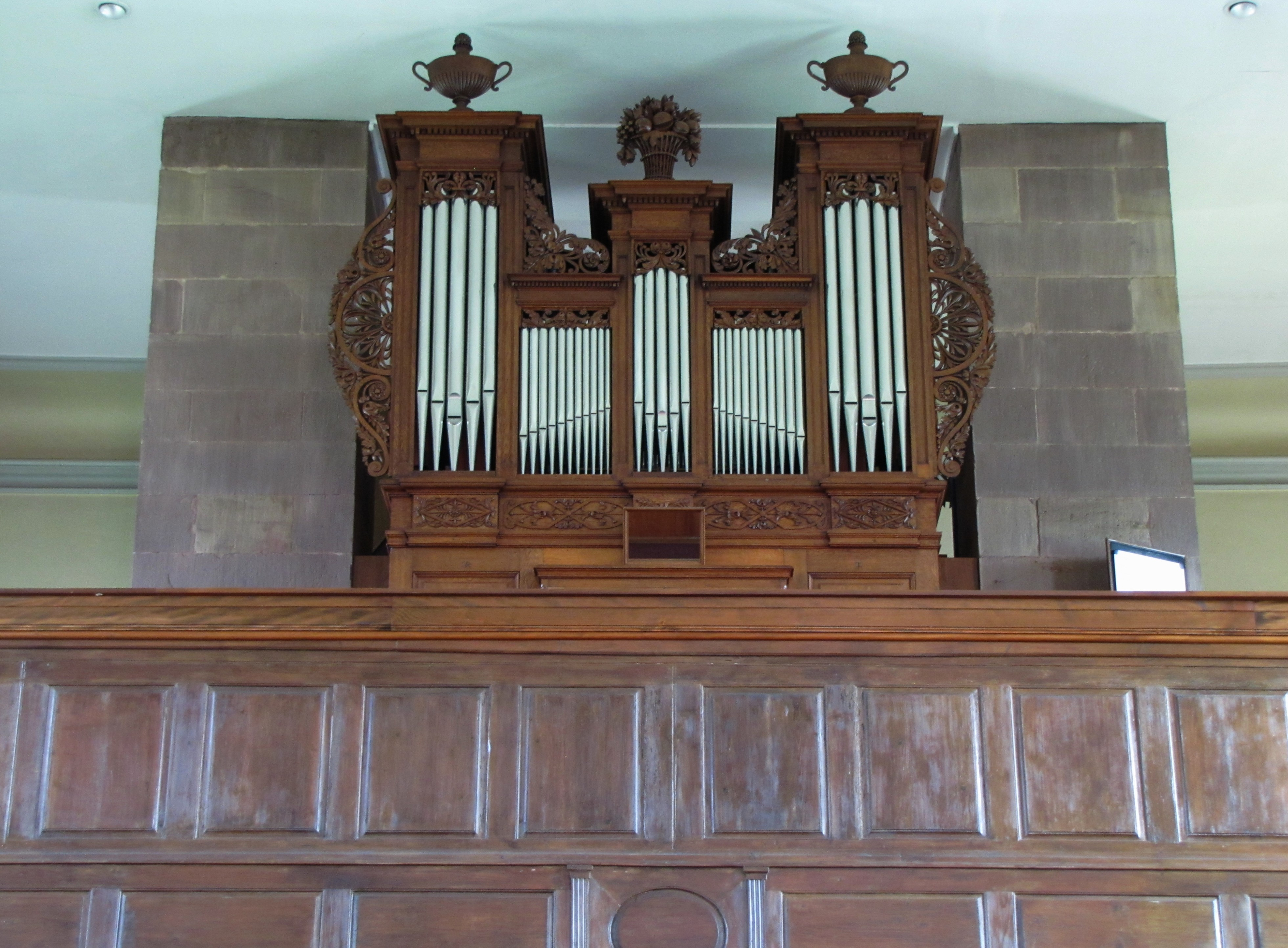
Orgue Stiehr-Mockers (1822).
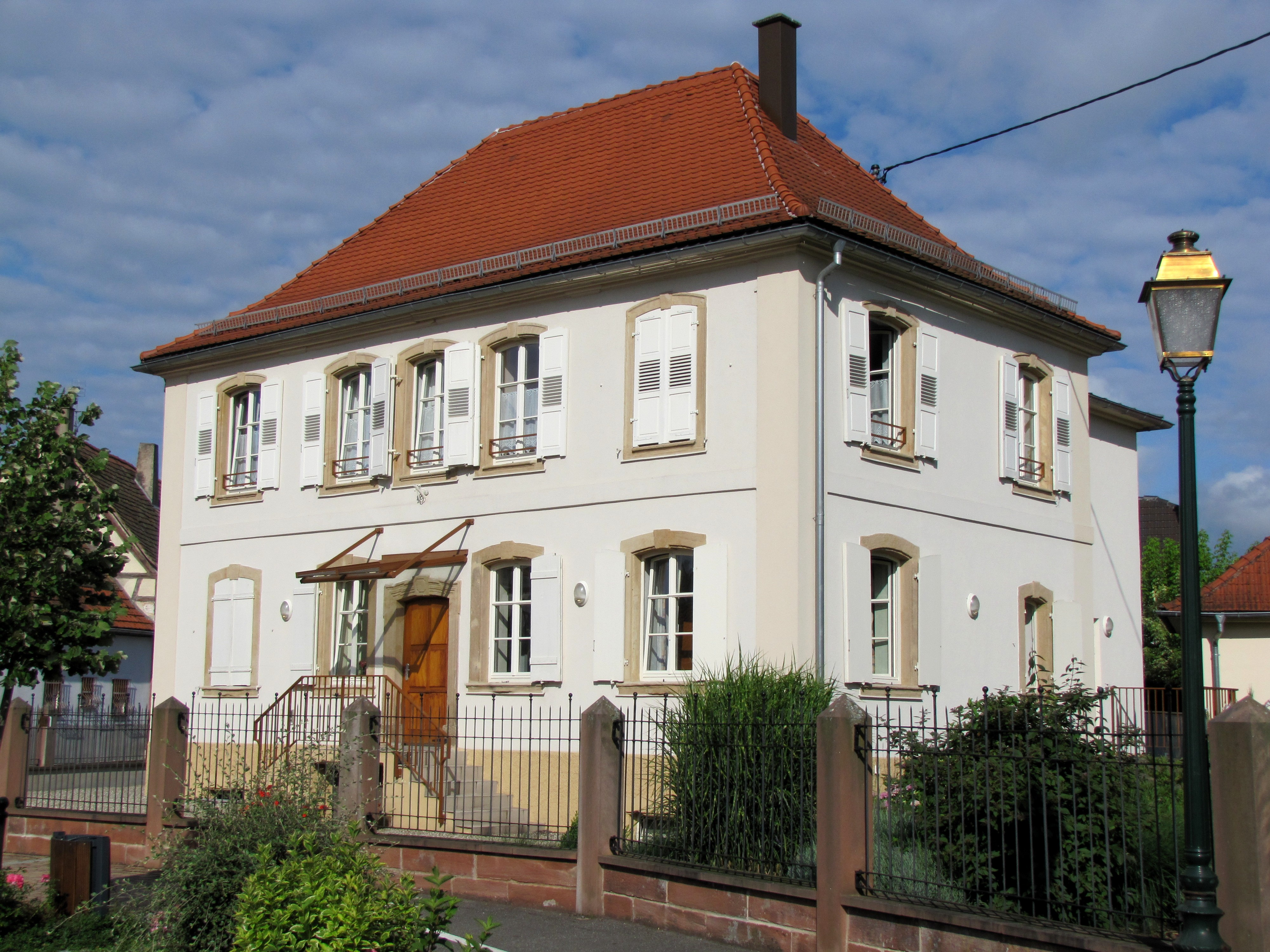
Presbytère.
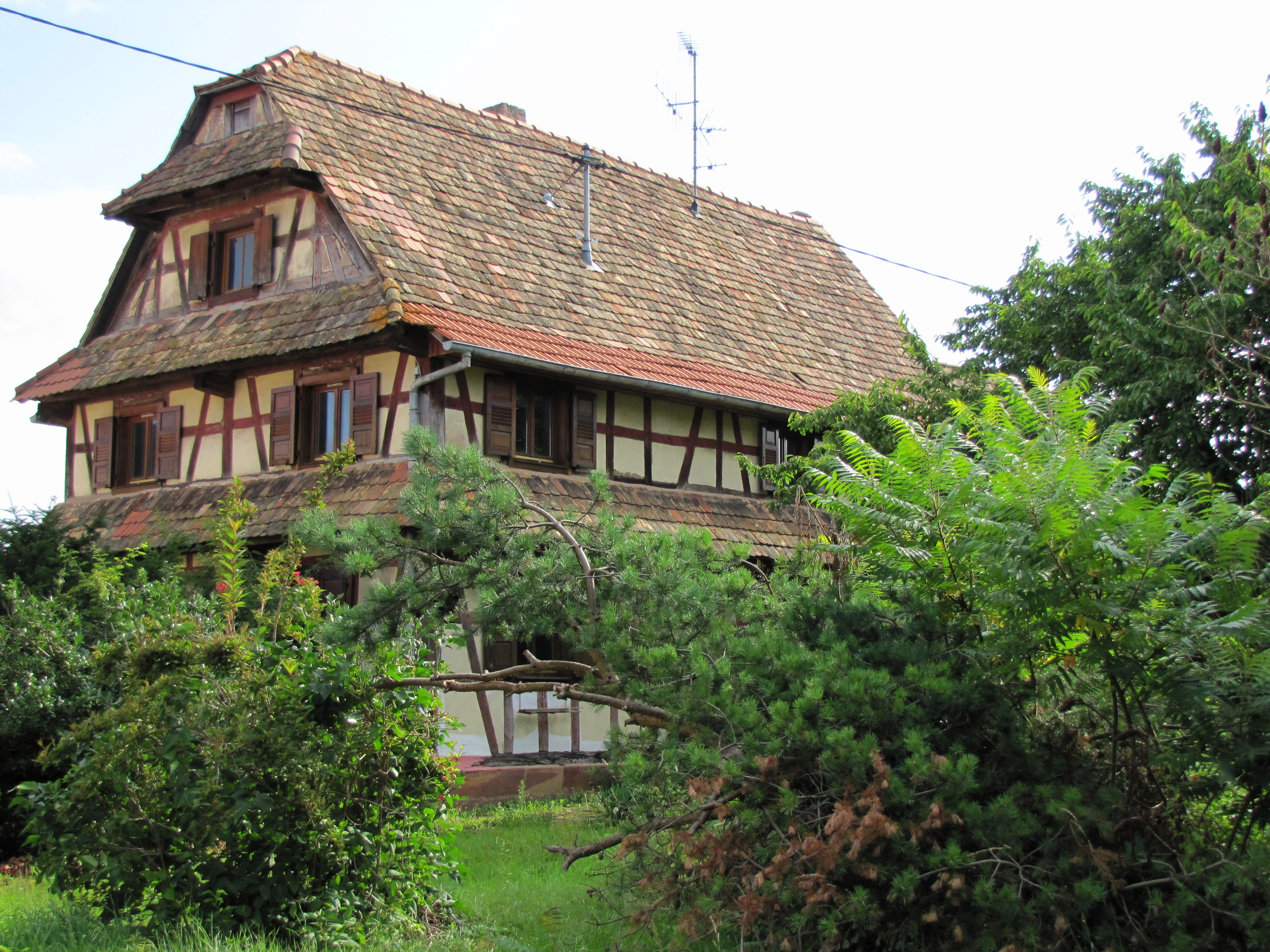
Ferme, rue Principale.

- Le monument aux morts situé devant cette même église est une réalisation du sculpteur Alfred Marzolff, qui a notamment créé les sculptures de quatre figures monumentales en grès rose représentant deux pêcheurs, un haleur et un pelleteur (1906), sur le pont Kennedy de Strasbourg, en collaboration avec l'architecte Fritz Beblo.

### Personnalités liées à la commune
- Alfred Marzolff, sculpteur, mort à Rountzenheim.
- Ernest Hoepffner, romaniste et fils du pasteur, né à Rountzenheim.
- Robert Hoepffner, industriel et personnalité du protestantisme alsacien, né à Rountzenheim.

### Héraldique
| Blason de Rountzenheim | Blason  | D'azur au sablier d'or, surmonté d'un croissant versé du même. |
| Blason de Rountzenheim | Détails |                                                                |